# غاي غاريغيز
غاي غاريغيز (27 يونيو 1948 في أوبين) (بالإنجليزية: Guy Garrigues)‏ لاعب كرة قدم فرنسي معتزل كان يجيد اللعب في خط الدفاع . ساهم في احتلال نادي ليون المركز الثاني في بطولة كأس فرنسا موسم 1975-1976 .

## وصلات خارجية
- غاي غاريغيز على موقع قاعدة بيانات كرة القدم.إي يو (الإنجليزية)